# Rick Parfitt Jr.
Richard Parfitt (18 de octubre de 1974), también conocido como Rick Parfitt Jr., es un piloto de automóviles deportivos británico y, además, músico y propietario de una agencia de eventos corporativos.  Es hijo del músico Rick Parfitt de la banda Status Quo.

## Carrera
Parfitt comenzó a competir en 1996, compitiendo en campeonatos de karting nacionales e internacionales del Reino Unido hasta 2004. En 2010 regresó a la cabina del piloto, participando y ganando la 'Celebrity Race' de Silverstone Classic , antes de competir en el Campeonato Británico GT5.  en 2011 y 2012 .
Dio un paso al Campeonato Británico de GT4 con Optimum Motorsport y compitió en la serie hasta 2015 cuando se mudó al GT3 británico, en el que fue coronado Campeón PRO / AM con Bentley Team Parker en 2017 .
A pesar de haber anunciado que dejaría de competir a fines de 2018 , él y su compañero de equipo Seb Morris regresaron a la carrera en la temporada 2019 del Campeonato Británico de GT3, compitiendo con un Bentley Continental.

## Vida personal
Parfitt es hijo del músico de rock Rick Parfitt, quien encontró fama con la banda Status Quo.  También está en su propia banda, RPJ Band, que ha tocado en varios conciertos de alto perfil, incluida la Comic Relief Gala.
Sufre de la enfermedad de Crohn y ha abogado por crear conciencia sobre la enfermedad.  Es embajador de Crohn's y Colitis UK.
Es director de la agencia de eventos corporativos R&R Agency Ltd.